# Statisch heelal
Een statisch heelal is een heelal dat zowel in ruimte als tijd oneindig is. Daar tegenover staat een dynamisch heelal dat een beginpunt kent en expandeert.
Het idee van een oneindig heelal werd voor het eerst geopperd door Thomas Digges in 1576 en Giordano Bruno in 1582 in De l'infinito universo et mondi. Daarmee gingen zij in tegen het lang aangehangen geocentrische model, waarbij de aarde als middelpunt werd gezien van een eindig heelal, dat in bepaalde culturen ook een begin- en eindpunt had. Het idee van een oneindig heelal werd niet direct overgenomen — Bruno eindigde op de brandstapel wegens ketterij — maar werd uiteindelijk breed gedragen.
Einstein stelde een model voor dat oneindig was in tijd, maar eindig in ruimte. Om dit mogelijk te maken, voegde hij een correctiefactor toe aan zijn algemene relativiteitstheorie, de kosmologische constante.
De waarneming van de roodverschuiving van het licht van sterrenstelsels zou verandering in deze opvatting brengen. Lemaître verklaarde de roodverschuiving door het dopplereffect ten gevolge van een uitdijend heelal. Dit doortrekkend kwam hij tot de conclusie dat een uitdijend heelal ook een beginpunt moest hebben, wat spottend de big bang werd genoemd. Tegenwoordig is deze theorie algemeen aanvaard en daarmee het idee van een statisch heelal verworpen.